# بروفيتيس (ثيسالونيكي)
بروفيتيس (Προφήτης) هي مدينة في ثيسالونيكي في مقاطعة فوريا إلادا في اليونان.